# Samir Belkheïr
Samir Belkheïr (en arabe : سمير بلخير) est un footballeur algérien né le 9 novembre 1985 à Sidi Bel Abbès. Il évolue au poste d'arrière gauche au CRB Ben Badis, club de troisième division.

## Biographie
Il évolue en première division algérienne avec les clubs du MC Saïda, de l'USM El Harrach, et de l'USM Annaba. Il dispute 52 matchs en Ligue 1.

## Palmarès
USM El Harrach
- Championnat d'Algérie :
  - Vice-champion : 2012-13.